# Staut Tiborné
Staut Tiborné (leánykori neve Stenczer Zsuzsanna) (Budapest, 1938. december 7.  – Budapest, 2004. április 22.  ) magyar belsőépítész, iparművész.

## Életpályája
A Magyar Iparművészeti Főiskola építőművész szakán szerzett diplomát 1966-ban, ahol mestere Szrogh György volt. Utóbb teológiai oklevelet is szerzett. Országos pályázatokon (építészeti és bútor) több I. és II. díjat nyert. 1967-68-ban a Kereskedelmi Tervezőirodánál dolgozott, 1968 és 1988 között a Posta Tervezőintézetének vezető tervezője, 1988-tól az Illustrade Kft. tagja, illetve szabadfoglalkozású iparművész és belsőépítész. Vezető tervezőként mintegy 250 munkája valósult meg. Kiemelkedő ezek közül  a Magyar Posta és az Állami Biztosító arculatterve. A Belsőépítész Szövetség tagja.

## Munkái
Számos műemléki munkát  végzett el, mint az erdőtelki Butler kastély, a budapesti Dísz téri posta, az egri városháza, a Szabadság téri Coopholding Székház, stb. Sok postahivatalt és biztosító irodát tervezett szerte az országban. Főbb székháztervei Budapesten: a Moszkva téri Postavezérigazgatóság, a Matáv Központ, a Rózsadombi Bayer irodaház, a Lónyai utcai Pénzintézeti Központ, az ÁB Központi Irodaháza a Kálvin téren stb. [forrás?] Ezeken kívül tervezett óvodákat, iskolákat, vendéglőket, irodákat, üzleteket, létesítményeket és lakásokat is. Több, elsők között díjazott, építészeti és bútorpályázaton vett részt.
- Postaépület, Balatonkenese;
- Postaépület, Nagyatád;
- Miskolc—Kilián—Észak posta;
- Postás pihenő, Római-part;
- Posta Vezérigazgatóság Büfé, Budapest;
- Postás Művelődési ház pinceklub, Budapest

## Részvétele csoportos kiállításokon (válogatás)
- 1974 • Belsőépítészeti kiállítás, Berlin
- 1992 • Sevillai Világkiállítás, Sevilla.